# Afonso Reis Cabral
Afonso Reis Cabral (Lisboa, 31 de març de 1990) és un escriptor i editor portuguès.
Besnet d'Eça de Queiroz, considerat per molts el millor escriptor del realisme portuguès del segle xix, Afonso Reis Cabral va néixer a Lisboa i es crià a Porto, formant-se al Col·legi dos Cedres i a l'Escola Secundária Rodrigues de Freitas. Amb nou anys començà a escriure, i amb quinze publicà el seu primer llibre de poesia, Condensação. Posteriorment, va tornar a la seva ciutat natal i es va formar i graduar a la Universidade Nova de Lisboa, primer en estudis portuguesos i lusòfons i després en estudis portuguesos. Fins al 2017 va ser corrector i editor de diverses editorials, com Alêtheia o Editorial Presença.
El 2014, amb vint-i-quatre anys, va guanyar el Premi Leya per la seva novel·la "O Meu Irmão". Fins al 2017 va ser corrector i editor de diverses editorials, com Alêtheia o Presença. El setembre de 2018 es va publicar la seva segona novel·la, Pão de Açúcar, que li va valdre el Premi Literari José Saramago 2019. El setembre de 2019 va publicar el llibre Leva-me Contigo que recull l'experiència d'un viatge a peu per la carretera Nacional 2.

## Publicacions
- Condensação (2005), que reuneix els poemes escrits entre els nou i els quinze anys[1]
- O Meu Irmão (2014)[2][1]
- Pão de Açúcar (2018)[5]
- Leva-me contigo (2019)[6]

## Reconeixements
- 2014: Premi LeYa, per O Meu Irmão[2][1]
- 2017: Premi Europa David Mourão-Ferreira Promesa[7]
- 2018: Premi Novos de Literatura[7]
- 2019: Premi Literari José Saramago, per Pão de Açúcar[5]